# Cratere Nier
Nier  è un cratere sulla superficie di Marte.